# Ильичино (Псковская область)
Ильичино — деревня в Себежском районе Псковской области России. Входит в состав Красноармейской волости.

## География
Находится в пределах Прибалтийской низменности>, в зоне хвойно-широколиственных лесов, на юго-восточном берегу озера Езерище, при автодороге 58К-469, идущей от автомагистрали «Москва—Рига» (М-9), вблизи деревни Горка.

## История
В 1941—1944 гг. местность находилась под фашистской оккупацией войсками Гитлеровской Германии.

## Население
| 2001 | 2002 | 2010 |
| ---- | ---- | ---- |
| 13   | ↗14  | ↘1   |

### Национальный состав
Согласно результатам переписи 2002 года, в национальной структуре населения русские составляли 100 % от общей численности в 14  чел., из них 6 мужчин, 8 женщин.

## Инфраструктура
Личное подсобное хозяйство.
Основа экономики — сельское хозяйство.

## Транспорт
Деревня доступна автотранспортом.